# Błyszczyk wielkołuski
Błyszczyk wielkołuski, błyszczyk ogonoplamy, szklana tetra (Moenkhausia oligolepis) – gatunek słodkowodnej ryby kąsaczokształtnej z rodziny kąsaczowatych (Characidae). Bardzo podobny do błyszczyka parańskiego.

## Występowanie
Ameryka Południowa, dorzecze Amazonki oraz Gujana i Wenezuela. 
Żyje stadnie w niewielkich strumieniach.

## Cechy morfologiczne
Osiąga 10 cm długości. 

## Znaczenie i hodowla
Hodowany w akwariach. Łatwy do rozmnożenia w niewoli i bardzo płodny.